# Падилья, Леонард
Леонард Падилья (англ. Leonard Padilla, род. 10 июля 1939, Firebaugh, Калифорния) — американский «охотник за головами». Он открыл компанию по поручительству в Сакраменто (штат Калифорния) в 1975 году. Он был председателем попечительского совета Юридической школы Лоренцо Патиньо, которую он открыл вместе с судьёй Лоренцо Патиньо в 1982 году.
Падилья семь раз баллотировался на государственные должности: четыре раза на пост мэра Сакраменто, один раз на пост губернатора Калифорнии на выборах 2003 года, один раз в Конгресс и один раз на пост окружного инспектора Сакраменто. В 2010 году альтернативная еженедельная газета Sacramento News & Review назвала его одним из самых интересных людей Сакраменто.

## Биография
Падилья родился 10 июля 1939 года в Файрбо (штат Калифорния). Посещал пять средних школ — Саммервиль в округе Туолумне, Дельта-Хай в Кортленде, Кламат-Юнион в Кламат-Фолс (штат Орегон), Академии Святого Сердца, также в Кламат Фоллс. В 1957 году окончил школу Тулелейк в округе Сискию.
После окончания средней школы Тулелейк, в 1957 году, он поступил на службу в ВВС и был демобилизован в 1963 году.
В 1960-х годах Падилья работал на заправочных станциях в Сакраменто; продавал подержанные автомобили в таких местах, как Сакраменто, Стоктон, Розвилл и Оберн; владел большим ночным клубом в Сакраменто, прежде чем стать охотником за головами в 1975 году. С 1975 года посещал Школу права Линкольна в Сакраменто, окончил её в 1980 году.
В 1982 году он открыл юридическую школу Лоренцо Патино в центре Сакраменто.

## Политика
Был одним из 135 кандидатов на пост губернатора в 2003 году. Получил 1155 голосов, заняв 58-е место. Четыре раза баллотировался на пост мэра Сакраменто, последний раз в 2010 году против Кевина Джонсона.

## Семья
Жена Ванесса, 1983 года рождения, на которой он женился в 2011 году; пятеро взрослых детей: Леонард, который живёт в Испании, Джули, жительница Денвера, Алекс, отставной гонщик из Беверли-Хиллз, Лоренцо из Оттавы (Канада), и Алексис, которая учится в колледже.

## Фильмография
Леонард Падилья известен по работе над фильмами и сериалами:
«Рождённый убивать» (документальный сериал, англ. Born to Kill, 2004), «Bounty hunters» (2004), «National Geographic Inside: Cat & Mouse (2008)», «National Geographic Inside: On the Run (2008)» и «National Geographic Inside: Manhunt (2008)», «National Geographic Inside: Trouble in Paradise (2008)».

| Год          |     | Русское название                                       | Оригинальное название                           | Роль                                |
| ------------ | --- | ------------------------------------------------------ | ----------------------------------------------- | ----------------------------------- |
| 2004         | док | Охотники за головами                                   | Bounty Hunters                                  | Охотник за головами / Bounty hunter |
| 2008         | тф  | National Geographic: Взгляд изнутри. Кошки-мышки       | National Geographic Inside: Cat & Mouse         | Охотник за головами / Bounty hunter |
| 2008         | тф  | National Geographic: Взгляд изнутри. Охота на человека | National Geographic Inside: Manhunt             | Охотник за головами / Bounty hunter |
| 2008         | тф  | National Geographic: Взгляд изнутри. В бегах           | National Geographic Inside: On the Run          | Охотник за головами / Bounty hunter |
| 2008         | тф  | National Geographic: Взгляд изнутри. Проблемы в раю    | National Geographic Inside: Trouble in Paradise | Охотник за головами / Bounty hunter |
| 2005—2016    | с   | Нэнси Грейс                                            | Nancy Grace                                     | камео/гость                         |
| 2013 — н. в. | с   | Профиль убийцы                                         | Killer profile                                  | камео                               |
| 2005 — н. в. | с   | Рождённый убивать?                                     | Born to Kill?                                   | Охотник за головами / Bounty hunter |
| 2018 — н. в. | вс  | Грязная игра                                           | Foul Play                                       | камео                               |